# Do I Have to Cry for You?
«Do I Have to Cry for You?» en español:¿Tengo que llorar por ti? es el segundo sencillo lanzado por Nick Carter de su álbum debut Now or Never, fue una de las primeras canciones grabadas además fue la carta de presentación ante los ejecutivos de Jive quienes quedaron impresionados con la balada, el sencillo no tuvo mucho éxito y no alcanzó a posicionar en ningún chart a nivel mundial.

## Video musical
Fue dirigido por Chris Applebaum, se puede ver a Nick cantando en bar arrepentido de haber discutido con su novia, además de ver unos flashes con imágenes en el momento de la discusión, sobre un automóvil, jugeteanto con su novia y entrando a un Motel.

## Discos sencillo
CD Promocional
1. «Do I Have To Cry For You»